# مكملات الكالسيوم
مكملات الكالسيوم هي أملاح الكالسيوم المستخدمة في عدد من الظروف.  وعادة ما تكون الإضافات مطلوبة فقط عندما لا يكون هناك ما يكفي من الكالسيوم في النظام الغذائي.  عن طريق الفم يتم استخدامها لعلاج ومنع انخفاض الكالسيوم في الدم، وهشاشة العظام، والكساح. عن طريق الحقن في الوريد يتم استخدامها لانخفاض الكالسيوم في الدم الذي يؤدي إلى تشنجات العضلات وارتفاع نسبة البوتاسيوم في الدم أو المغنيسيوم .
وتشمل الآثار الجانبية الشائعة الإمساك والغثيان. عندما تؤخذ عن طريق الفم ارتفاع الكالسيوم في الدم  أمر غير شائع. مكملات الكالسيوم على عكس الكالسيوم من المصادر الغذائية فهي تزيد من نسبة حصى الكلى. البالغين عموما تتطلب حوالي غرام من الكالسيوم يوميا. الكالسيوم مهم بشكل خاص للعظام والعضلات والأعصاب.
بدأ الاستخدام الطبي لمكملات الكالسيوم في القرن التاسع عشر. وهي مدرجة على قائمة الأدوية الأساسية لمنظمة الصحة العالمية، وهي الأدوية الأكثر فعالية وآمنة اللازمة في النظام الصحي.  وهي متوافرة كأدوية عامة. تكلفة الجملة في العالم النامي حوالي 0.92 إلى 4.76 دولار أمريكي في الشهر. في الولايات المتحدة عادة ما يكلف العلاج أقل من 25 دولارا في الشهر. تباع الإصدارات أيضا مع فيتامين د.

## الاستخدام الطبي

### صحة العظام
مكملات الكالسيوم، في العالم المتقدم، ليست ضرورية عموما للحفاظ على كثافة المعادن في العظام، وتحمل المخاطر التي تفوق أي فوائد. لا يرتبط تناول الكالسيوم بشكل كبير مع خطر كسر الورك في الرجال ولا النساء. ولذلك، توصي فرقة العمل الوقائية التابعة للولايات المتحدة بمنع تكملة يومية للكالسيوم أو فيتامين د.

### تأثير القلب والأوعية الدموية
وقد وجدت دراسة تحري آثار مكملات الكالسيوم الشخصية على مخاطر القلب والأوعية الدموية في مبادرة صحة المرأة الكالسيوم / فيتامين (د) دراسة تكملة (وي هاد دراسة) زيادة متواضعة في خطر الأحداث القلبية الوعائية، وخاصة احتشاء عضلة القلب في النساء بعد سن اليأس. ولذلك لا يوجد ما يبرر توصية واسعة من مكملات الكالسيوم / فيتامين د. وعلى النقيض من ذلك، خلص مؤلفو دراسة الأدب لعام 2013 إلى أن فوائد مكملات الكالسيوم في بعض الدراسات، مثل صحة العظام، تبدو تفوق أي مكملات من الكالسيوم يمكن أن تشكل خطرا على صحة القلب والأوعية الدموية.

### السرطان
عموما، لا يوجد دليل واضح على تأثير مكملات الكالسيوم في الوقاية من السرطان: بعض الدراسات تشير إلى أنه قد يقلل من خطر، ولكن البعض الآخر يشير إلى أنه قد يزيد من المخاطر. وبالتالي، فإن المعهد الوطني للسرطان لا يوصي باستخدام مكملات الكالسيوم لهذا الغرض.
هناك دليل ضعيف مكملات الكالسيوم قد يكون لها تأثير وقائي ضد الاورام الحميدة الغدية القولون والمستقيم، ولكن الأدلة ليست كافية للتوصية مثل هذه المكملات.

## الآثار الجانبية
الاستهلاك المفرط من مضادات الحموضة كربونات الكالسيوم / المكملات الغذائية (مثل تومز) على مدى أسابيع أو أشهر يمكن أن يسبب متلازمة الحليب القلوي، مع أعراض تتراوح من فرط كالسيوم الدم إلى الفشل الكلوي المحتمل قاتلة. وما هو الاستهلاك «المفرط» غير معروف جيدا، ويفترض أنه يختلف كثيرا من شخص لآخر. الأشخاص الذين يستهلكون أكثر من 10 غرام / يوم من CaCO3 (= 4 غرام من الكالسيوم) معرضون لخطر الإصابة بمتلازمة القلوي القلوي، [15] ولكن تم الإبلاغ عن الحالة في شخص واحد على الأقل يستهلك فقط 2.5 غرام / يوم من CaCO3 (= 1 غراما من الكالسيوم)، وهو مبلغ يعتبر عادة معتدلا وآمنا.
على الرغم من أن بعض الدراسات قد اقترحت أن تناول مفرط من الكالسيوم في النظام الغذائي أو كمكملات يمكن أن تترافق مع زيادة الوفيات القلبية الوعائية،  دراسات أخرى وجدت أي خطر، مما أدى إلى استعراض لاستنتاج أن أي خطر يمكن أن يكون فقط وتأكدت مع مزيد من البحوث المحددة.
مكملات الكالسيوم قد تسهم في تطوير حصى الكلى.
التسمم الكالسيوم الحاد أمر نادر الحدوث، ويصعب تحقيقه دون إعطاء الكالسيوم عن طريق الوريد. على سبيل المثال، الجرعة الفموية المتوسطة القاتلة (LD50) للفئران لكربونات الكالسيوم وكلوريد الكالسيوم هي 6.45 و 1.4 غ / كغ،  على التوالي.

## التفاعلات
مكملات الكالسيوم عن طريق الفم تقلل من امتصاص هرمون الغدة الدرقية عندما تؤخذ في غضون أربع إلى ست ساعات من بعضها البعض.  وهكذا، فإن الأشخاص الذين يتناولون كل من الكالسيوم والهيروكسين يتعرضون لخطر عدم كفاية استبدال هرمون الغدة الدرقية ومن ثم قصور الغدة الدرقية إذا أخذوهم في وقت واحد أو في وقت واحد تقريبا.

## أنواع
وتشمل تركيبات الوريد من الكالسيوم كلوريد الكالسيوم وجلوكونات الكالسيوم.  وتشمل الأشكال التي تؤخذ عن طريق الفم خلات الكالسيوم، كربونات الكالسيوم، سيترات الكالسيوم، غلوكونات الكالسيوم، لاكتات الكالسيوم وفوسفات الكالسيوم.
امتصاص الكالسيوم من معظم المواد الغذائية والمكملات الغذائية التي يشيع استخدامها هي مشابهة جدا.  وهذا يتعارض مع ما يدعيه العديد من مصنعي مكملات الكالسيوم في موادهم الترويجية.
أيضا نوع مختلف من العصائر معززة مع الكالسيوم متاحة على نطاق واسع.
كربونات الكالسيوم هي مكملات الكالسيوم الأكثر شيوعا والأقل تكلفة. وينبغي أن تؤخذ مع الطعام، ويعتمد على مستويات الحموضة منخفضة (الحمضية) لامتصاص السليم في الأمعاء.  وتشير بعض الدراسات إلى أن امتصاص الكالسيوم من كربونات الكالسيوم يشبه امتصاص الكالسيوم من الحليب.
مضادات الحموضة في كثير من الأحيان تحتوي على كربونات الكالسيوم، وهي مكملات الكالسيوم غير مكلفة استخداما، وغير مكلفة.
الكالسيوم المرجاني هو ملح من الكالسيوم المستمدة من الشعاب المرجانية المتحجرة. ويتكون الكالسيوم المرجانية من كربونات الكالسيوم والمعادن النزرة. وقد فقدت مصداقية الفوائد الصحية التي تعود على الكالسيوم المرجاني.
ويمكن أخذ سترات الكالسيوم دون طعام، وهو ملحق الاختيار للأفراد الذين يعانون من كلوريدهيدر أو الذين يتناولون حاصرات الهستامين 2 أو مثبطات مضخة البروتون.  الكالسيوم سيترات حوالي 21٪ الكالسيوم عنصري. سوف 1000 ملغ توفير 210 ملغ من الكالسيوم. هو أكثر تكلفة من كربونات الكالسيوم وأكثر من ذلك يجب أن تؤخذ للحصول على نفس الكمية من الكالسيوم.
فوسفات الكالسيوم تكاليف أكثر من كربونات الكالسيوم، ولكن أقل من سيترات الكالسيوم. الجريزوفولفين هيدروكسيباتيت (م) هي واحدة من عدة أشكال من فوسفات الكالسيوم تستخدم كمكمل غذائي. هيدروكسيباتيت حوالي 40٪ الكالسيوم.
الكالسيوم لاكتات لديه امتصاص مماثل كربونات الكالسيوم،  ولكن أكثر تكلفة. الكالسيوم اللاكتات والكالسيوم غلوكونات هي أشكال أقل تركيزا من الكالسيوم وليست مكملات عن طريق الفم العملية.
يضاف فيتامين (د) إلى بعض مكملات الكالسيوم. وضع فيتامين D السليم مهم لأنه يتم تحويل فيتامين (د) إلى هرمون في الجسم، والذي يؤدي بعد ذلك إلى توليف البروتينات المعوية المسؤولة عن امتصاص الكالسيوم.